# Röd rykande salpetersyra
Röd rykande salpetersyra är ett lagringsbart flytande oxidationsmedel för raketmotorer. Vanligtvis innehåller det huvudsakligen salpetersyra med 13 % dikvävetetroxid och 3 % vatten.
Skillnaden mot vit rykande salpetersyra är ett högre innehåll av dikvävetetroxid.